# Карл Фридрих (Саксония-Майнинген)
Карл Фридрих фон Саксония-Майнинген (на немски: Karl Friedrich von Sachsen-Meiningen; * 18 юли 1712, Майнинген; † 28 март 1743 в Майнинген) от рода на Ернестински Ветини е от 1729 до 1743 г. херцог на Саксония-Майнинген.

## Живот
Син е на херцог Ернст Лудвиг I фон Саксония-Майнинген (1672 – 1724) и първата му съпруга принцеса Доротея Мария фон Саксония-Гота-Алтенбург (1674 – 1713), дъщеря на херцог Фридрих I фон Саксония-Гота-Алтенбург.
След смъртта на баща му през 1724 г. той и по-големият му брат Ернст Лудвиг II са под опекунството на чичо им Фридрих Вилхелм фон Саксония-Майнинген (1679 – 1746) заедно с херцог Фридрих II фон Саксония-Гота-Алтенбург (1676 – 1732), определени от баща му. Баща му прескача нарочно своя полубрат Антон Улрих (1687 – 1763).
След смъртта на по-големия му неженен и бездетен брат Ернст Лудвиг II през 1729 г. Карл Фридрих го наследява като херцог на Саксония-Майнинген. Чичо му Антон Улрих води успешен процес и след смъртта на Фридрих II фон Гота става съ-регент за Карл Фридрих.
Карл Фридрих се интересува само от ядене и през 1733 г., след като става пълнолетен, предава управлението на своите чичовци и на дворцовите чиновници.
Той умира неженен и бездетен на 31 години през 1743 г. Херцози на Саксония-Майнинген стават чичовците му Фридрих Вилхелм и Антон Улрих.